# 叙里勒孔塔勒
叙里勒孔塔勒（法語：Sury-le-Comtal，法語發音：[syʁi lə kɔ̃tal]）是法国卢瓦尔省的一个市镇，位于该省中部偏西，属于蒙布里松区。

## 地理
叙里勒孔塔勒（45°32'15"N, 4°10'59"E）面积24.18 平方千米，位于法国奥弗涅-罗讷-阿尔卑斯大区卢瓦尔省，该省份为法国中南部省份，北起顺时针与索恩-卢瓦尔省、罗讷省、伊泽尔省、阿尔代什省、上盧瓦爾省、多姆山省和阿列省接壤。
与叙里勒孔塔勒接壤的市镇（或旧市镇、城区）包括：普雷雪、布瓦塞-圣普列斯特、邦松、克兰蒂约、大洛皮塔勒、圣西普里安、福雷地区圣马塞兰、圣罗曼勒皮。

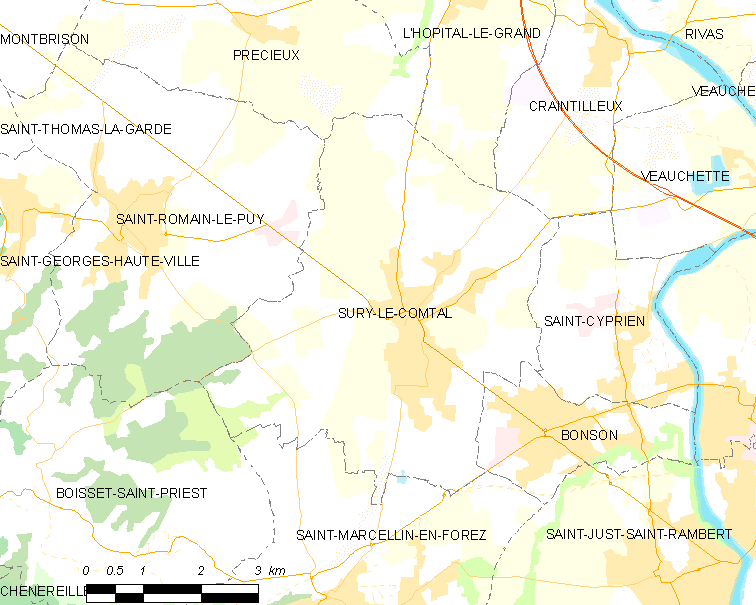
叙里勒孔塔勒的OSM定位图

叙里勒孔塔勒的时区为UTC+01:00、UTC+02:00（夏令时）。

## 行政
叙里勒孔塔勒的邮政编码为42450，INSEE市镇编码为42304。

## 政治
叙里勒孔塔勒所属的省级选区为圣瑞斯特-圣朗贝尔县。

## 人口

1962-2008年间叙里勒孔塔勒人口变化图示

叙里勒孔塔勒于2022年1月1日时的人口数量为6651人。